# Rolhockey op de Middellandse Zeespelen
Rolhockey is een sport die in 1955 voor de eerste (en meteen ook laatste) keer op het programma van de Middellandse Zeespelen stond.

## Geschiedenis
Rolhockey werd in 1955, tijdens de tweede editie van de Middellandse Zeespelen, geïntroduceerd. Er stond enkel een mannentoernooi op het programma, hetgeen niet onlogisch was, aangezien vrouwen pas sedert 1967 kunnen deelnemen aan de Middellandse Zeespelen. Het toernooi werd uiteindelijk gewonnen door Italië. Spanje en Frankrijk mochten als tweede en derde mee op het podium. Na deze introductie van de sport op het programma van de Middellandse Zeespelen zou de sport evenwel nooit meer terugkeren.

## Onderdelen
| Onderdeel | 51 | 55 | 59 | 63 | 67 | 71 | 75 | 79 | 83 | 87 | 91 | 93 | 97 | 01 | 05 | 09 | 13 | 18 | 22 | Totaal |
| --------- | -- | -- | -- | -- | -- | -- | -- | -- | -- | -- | -- | -- | -- | -- | -- | -- | -- | -- | -- | ------ |
| Mannen    |    | •  |    |    |    |    |    |    |    |    |    |    |    |    |    |    |    |    |    | 1      |
| Totaal    | 0  | 1  | 0  | 0  | 0  | 0  | 0  | 0  | 0  | 0  | 0  | 0  | 0  | 0  | 0  | 0  | 0  | 0  | 0  | 1      |

## Medaillewinnaars
| Jaar | Goud   | Zilver | Brons     |
| ---- | ------ | ------ | --------- |
| 1955 | Italië | Spanje | Frankrijk |

## Medaillespiegel
| Plaats | Land      | Goud | Zilver | Brons | Totaal |
| 1      | Italië    | 1    | 0      | 0     | 1      |
| 2      | Spanje    | 0    | 1      | 0     | 1      |
| 3      | Frankrijk | 0    | 0      | 1     | 1      |
| Totaal | Totaal    | 1    | 1      | 1     | 3      |